# Kiệt tác

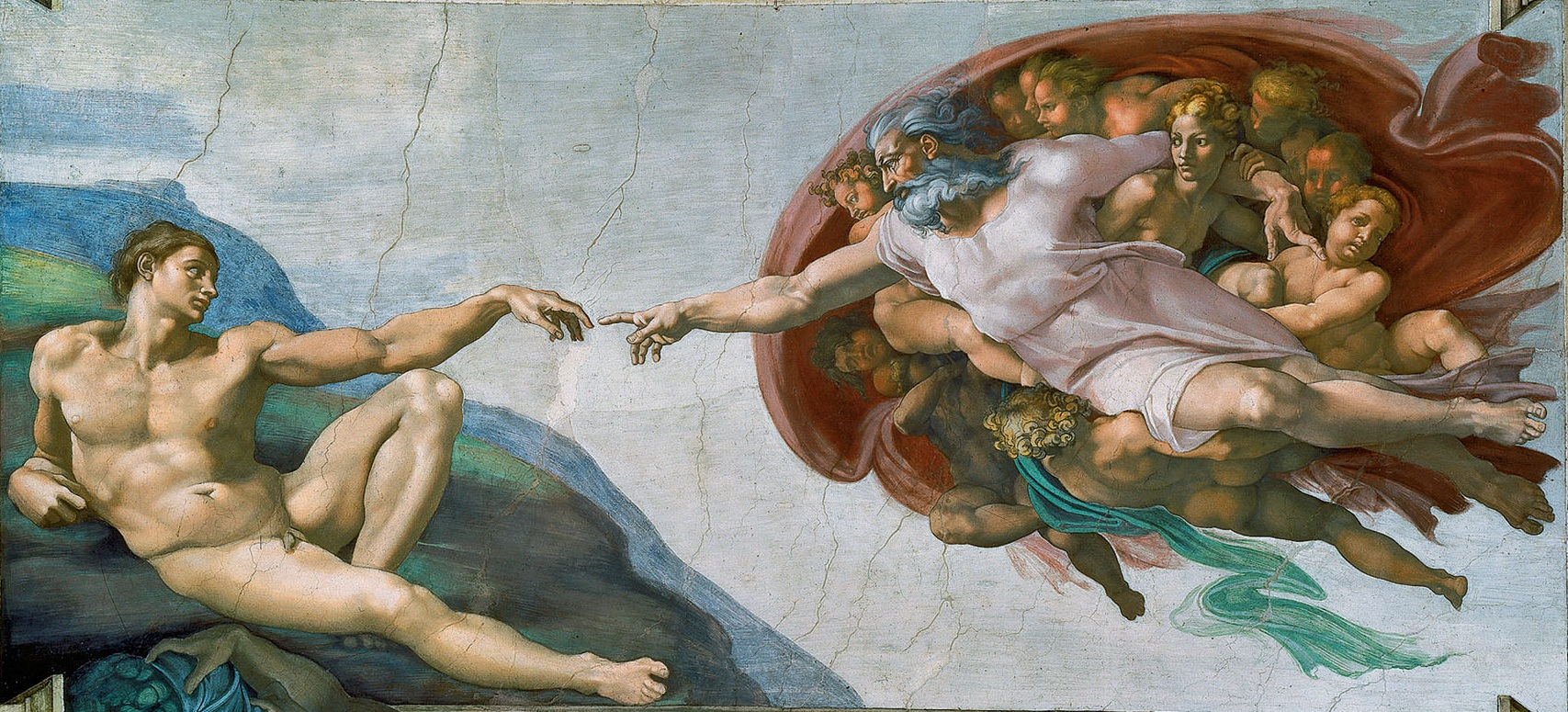
Sự sáng tạo Adam của Michelangelo (khoảng năm 1512), một phần của trần nhà nguyện Sistine, được coi là một kiệt tác hội họa.

Kiệt tác (tiếng Latin: magnum opus, công việc tuyệt vời) hoặc chef-d’œuvre (tiếng Pháp) được sử dụng trong văn phong hiện đại là một tác phẩm sáng tạo mà được khen ngợi và tôn vinh đáng kể, đặc biệt là một trong đó được coi là tác phẩm vĩ đại nhất trong sự nghiệp của một người hoặc cho một tác phẩm có tính sáng tạo, kỹ năng, sự thành thạo hay tay nghề xuất sắc. Trong lịch sử, một "kiệt tác" là một tác phẩm có tiêu chuẩn rất cao được tạo ra để tác giả có được tư cách thành viên của một bang hội hoặc học viện trong các lĩnh vực khác nhau của nghệ thuật thị giác và thủ công. 

Trong hội họa, Mona Lisa của Leonardo da Vinci (khoảng 1503-06) được coi là một kiệt tác kinh điển, mặc dù nó không được sáng tác để tác giả có thể được kết nạp vào bang hội hay học viện.

## Lịch sử

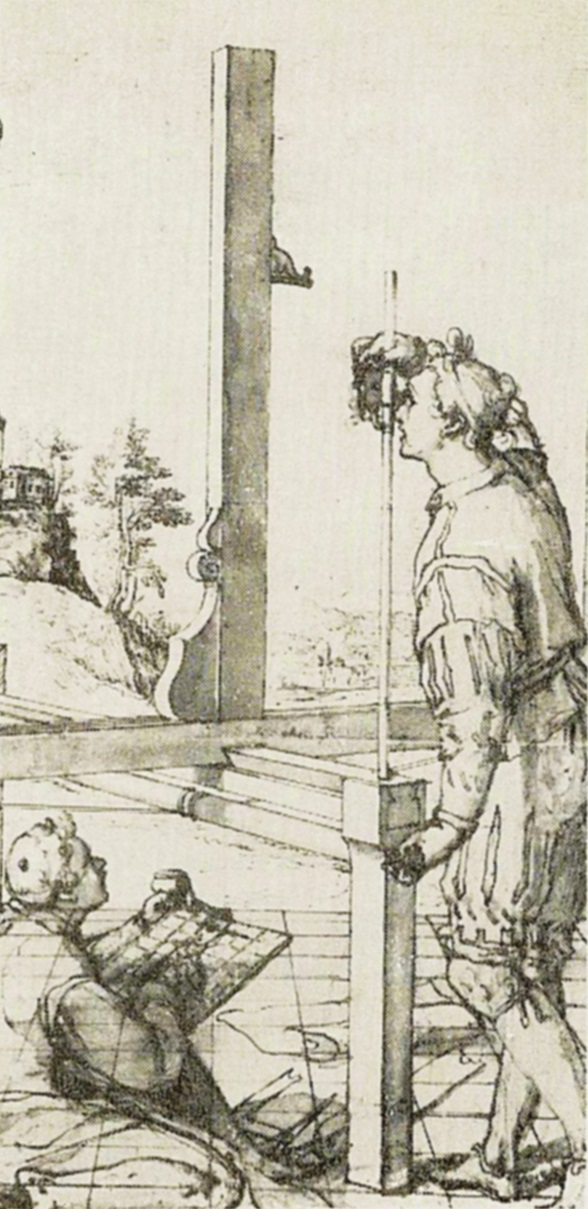
Federico Zuccari, Hai họa sĩ tập sự, 1609. Họ sẽ phải tạo ra một kiệt tác để trở thành bậc thầy khi kết thúc thời gian học việc.

Ban đầu, thuật ngữ kiệt tác đề cập đến một tác phẩm được một người học việc hoặc một người học nghề mà mong muốn trở thành một nghệ nhân bậc thầy trong hệ thống bang hội cũ của châu Âu, tạo ra. Giá trị của người đó được coi là đủ điều kiện trở thành thành viên bang hội sẽ được đánh giá một phần bởi kiệt tác người đó tạo ra, và nếu anh ta thành công, tác phẩm sẽ được bang hội giữ lại. Do đó, người sáng tạo ra tác phẩm sẽ rất chăm chút và kỹ càng để sản phẩm của mình được coi là kiệt tác trong bất kỳ nghề thủ công nào, cho dù đó là nghề làm bánh kẹo, hội họa, thợ kim hoàn, làm dao kéo, làm đồ da, hoặc nhiều ngành nghề khác.
Ví dụ, tại Luân Đôn, vào thế kỷ 17, Công ty thờ phụng các thợ kim hoàn, đã yêu cầu một người học việc sản xuất một kiệt tác dưới sự giám sát của họ tại một "xưởng làm việc" trong Hội trường của Goldsmiths. Nhà xưởng đã được thiết lập như là một phần của việc thắt chặt các tiêu chuẩn sau khi công ty lo ngại rằng mức độ kỹ năng của thợ kim hoàn đã bị pha loãng. Các giám thị của công ty đã phàn nàn vào năm 1607 rằng "thực hành nghệ thuật và bí ẩn của thợ kim hoàn không chỉ phát triển thành những sự phân rã lớn mà còn phân tán thành nhiều phần, vì vậy bây giờ rất ít công nhân có thể hoàn thành và hoàn thiện một phần của một cái đĩa bạc với tất cả các đồ trang trí & các bộ phận của chúng mà không cần sự giúp đỡ của nhiều người & nhiều tay nghề". Cùng một tổ chức thợ kim hoàn trên vẫn yêu cầu người thợ thủ công sản xuất ra một kiệt tác nhưng nó không còn được sản xuất dưới sự giám sát chặt chẽ của các thợ khác trong xưởng.